# Belgische Gouden Schoen 2011
De verkiezing van de Belgische Gouden Schoen 2011 werd op woensdag 11 januari 2012 gehouden in het casino van Oostende. Het gala rond de uitreiking van deze voetbaltrofee werd rechtstreeks uitgezonden door VTM en werd gepresenteerd door Robin Janssens en Francesca Vanthielen.

## Vooraf
Mbark Boussoufa, de winnaar van 2010, vertrok in maart 2011 naar de Russische competitie en kon zichzelf dus niet opvolgen. Tot de favorieten behoorden Vadis Odjidja, Lucas Biglia, Matías Suarez, Guillaume Gillet, Kevin De Bruyne en Jelle Vossen. Spelers als Ivan Perišić, Axel Witsel, Thibaut Courtois of Romelu Lukaku, maakten statistisch gezien minder kans omdat ze in de zomer naar het buitenland trokken.

## De prijsuitreiking

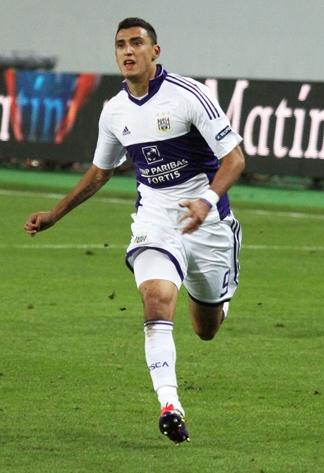
Matías Suárez werd de eerste Zuid-Amerikaanse winnaar van de Gouden Schoen.

De eerste stemronde werd met 211 punten gewonnen door gewezen Gouden Schoen Axel Witsel. Hij speelde met Standard Luik uitstekende play-offs en haalde het voor favoriet Thibaut Courtois. De doelman was daardoor al mathematisch zeker dat hij niet zou winnen. In de tweede stemronde kwamen Vadis Odjidja en Matías Suárez stevig opzetten. De Argentijn Suárez trok aan het langste eind en werd de eerste Zuid-Amerikaanse laureaat. Hij haalde net als Gilles De Bilde in 1994 alle stemmen in de tweede stemronde. De Argentijnse aanvaller kreeg de trofee uit handen van zijn echtgenote Magali. Premier Elio Di Rupo maakte de einduitslag bekend.
Benji De Ceulaer scoorde in dienst van KSC Lokeren het mooiste doelpunt van het jaar. Zijn goal tegen Club Brugge werd door de FIFA ook al genomineerd voor "wereldgoal van het jaar".
ING reikte voor de eerste keer een prijs uit aan de sportiefste speler. Gewezen scheidsrechter Frank De Bleeckere overhandigde de trofee aan Olivier Renard van KV Mechelen.
Rik De Saedeleer kreeg de Lifetime Achievement Award uit handen van oud-collega's Carl Huybrechts en Mark Uytterhoeven. Hij werd in de bloemetjes gezet voor zijn lange carrière als voetbalcommentator.

## Uitslag
| Nr. | Land                | Naam                 | Club(s)                             | Punten |
| --- | ------------------- | -------------------- | ----------------------------------- | ------ |
| 1.  | Vlag van Argentinië | Matías Suárez        | RSC Anderlecht                      | 230    |
| 2.  | Vlag van België     | Axel Witsel          | Standard Luik / SL Benfica          | 211    |
| 3.  | Vlag van België     | Thibaut Courtois     | KRC Genk / Atlético Madrid          | 193    |
| 4.  | Vlag van België     | Vadis Odjidja        | Club Brugge                         | 135    |
| 5.  | Vlag van België     | Guillaume Gillet     | RSC Anderlecht                      | 118    |
| 6.  | Vlag van België     | Kevin De Bruyne      | KRC Genk                            | 79     |
| 7.  | Vlag van België     | Jelle Vossen         | KRC Genk                            | 59     |
| 8.  | Vlag van Turkije    | Sinan Bolat          | Standard Luik                       | 48     |
| 9.  | Vlag van Frankrijk  | Jérémy Perbet        | RAEC Mons                           | 38     |
| 10. | Vlag van Kroatië    | Ivan Perišić         | Club Brugge / Borussia Dortmund     | 36     |
| "   | Vlag van België     | Christian Brüls      | KVC Westerlo / AA Gent              | 36     |
| 12. | Vlag van Argentinië | Lucas Biglia         | RSC Anderlecht                      | 33     |
| 13. | Vlag van België     | Romelu Lukaku        | RSC Anderlecht / Chelsea FC         | 17     |
| "   | Vlag van Rwanda     | Meme Tchité          | Standard Luik                       | 17     |
| 15. | Vlag van Marokko    | Mehdi Carcela        | Standard Luik / Anzji Machatsjkala  | 13     |
| "   | Vlag van België     | Silvio Proto         | RSC Anderlecht                      | 13     |
| 17. | Vlag van België     | Jelle Van Damme      | Standard Luik                       | 12     |
| 18. | Vlag van Frankrijk  | Julien Gorius        | KV Mechelen                         | 9      |
| 19. | Vlag van België     | Bernd Thijs          | AA Gent                             | 8      |
| 20. | Vlag van Marokko    | Nabil Dirar          | Club Brugge                         | 7      |
| 21. | Vlag van Brazilië   | Paulo Henrique       | KVC Westerlo / Trabzonspor          | 6      |
| 22. | Vlag van België     | Yassine El Ghanassy  | AA Gent                             | 5      |
| 23. | Vlag van België     | Anthony Vanden Borre | KRC Genk                            | 4      |
| "   | Vlag van België     | Sébastien Pocognoli  | Standard Luik                       | 4      |
| "   | Vlag van Uruguay    | Gary Kagelmacher     | Germinal Beerschot / Beerschot AC   | 4      |
| 26. | Vlag van Israël     | Elyaniv Barda        | KRC Genk                            | 3      |
| "   | Vlag van Argentinië | Hernán Losada        | Sporting Charleroi / Beerschot AC   | 3      |
| "   | Vlag van IJsland    | Arnar Viðarsson      | Cercle Brugge                       | 3      |
| "   | Vlag van België     | Thomas Meunier       | RE Virton / Club Brugge             | 3      |
| "   | Vlag van Brazilië   | Fernando Canesin     | RSC Anderlecht                      | 3      |
| 31. | Vlag van Senegal    | Cheikhou Kouyaté     | RSC Anderlecht                      | 2      |
| "   | Vlag van België     | Steven Defour        | Standard Luik / FC Porto            | 2      |
| "   | Vlag van Brazilië   | Kanu                 | Standard Luik                       | 2      |
| "   | Vlag van Iran       | Reza Ghoochannejhad  | SC Cambuur / Sint-Truidense VV      | 2      |
| "   | Vlag van Spanje     | César Arzo           | AA Gent                             | 2      |
| "   | Vlag van België     | Carl Hoefkens        | Club Brugge                         | 2      |
| 37. | Vlag van België     | Marvin Ogunjimi      | KRC Genk                            | 1      |
| "   | Vlag van Marokko    | Mbark Boussoufa      | RSC Anderlecht / Anzji Machatsjkala | 1      |
| "   | Vlag van Nederland  | Ryan Donk            | Club Brugge                         | 1      |
| "   | Vlag van België     | Colin Coosemans      | Club Brugge                         | 1      |
| "   | Vlag van Servië     | Milan Jovanović      | Liverpool FC / RSC Anderlecht       | 1      |
| "   | Vlag van Frankrijk  | William Vainqueur    | FC Nantes / Standard Luik           | 1      |
| "   | Vlag van Hongarije  | Roland Juhasz        | RSC Anderlecht                      | 1      |
| "   | Vlag van Oekraïne   | Oleg Iachtchouk      | Cercle Brugge                       | 1      |
| "   | Vlag van België     | Björn Vleminckx      | N.E.C. / Club Brugge                | 1      |
| "   | Vlag van België     | Tim Matthys          | RAEC Mons                           | 1      |

1954 · 
1955 · 
1956 · 
1957 · 
1958 · 
1959 · 
1960 · 
1961 · 
1962 · 
1963 · 
1964 · 
1965 · 
1966 · 
1967 · 
1968 · 
1969 · 
1970 · 
1971 · 
1972 · 
1973 · 
1974 · 
1975 · 
1976 · 
1977 · 
1978 · 
1979 · 
1980 · 
1981 · 
1982 · 
1983 · 
1984 · 
1985 · 
1986 · 
1987 · 
1988 · 
1989 · 
1990 · 
1991 · 
1992 · 
1993 · 
1994 · 
1995 · 
1996 · 
1997 · 
1998 · 
1999 · 
2000 · 
2001 · 
2002 · 
2003 · 
2004 · 
2005 · 
2006 · 
2007 · 
2008 · 
2009 · 
2010 · 
2011 · 
2012 · 
2013 · 
2014 · 
2015 · 
2016 · 
2017 ·
2018 ·
2019 ·
2020 ·
2022 ·
2023 ·
2024